# رحیم‌آباد (حرمک)
رحیم‌آباد یا عشق آباد روستایی در دهستان حرمک بخش مرکزی شهرستان زاهدان استان سیستان و بلوچستان ایران است.

## جمعیت
بر پایه سرشماری عمومی نفوس و مسکن در سال ۱۳۹۵ جمعیت این روستا ۱٬۹۶۸ نفر (۵۲۰خانوار) بوده‌است.